# Marco Emilio Lepido (pretore 213 a.C.)
Marco Emilio Lepido (latino: Marcus Aemilius Lepidus; fl. III secolo a.C.) è stato un politico e militare romano.

## Biografia
Era figlio del consolare omonimo. In occasione della morte del padre, insieme ai due fratelli, Lucio e Quinto, organizzarono in suo onore imponenti giochi gladiatorii, nei quali si affrontarono ventidue coppie di gladiatori.
Eletto pretore nel 213 a.C., ottenne il comando di 2 legioni a Lucera, in Lucania. Sempre questo stesso anno, per incarico del Senato, prese provvedimenti contro il dilagare della superstizione.
Nel 210 a.C., sostituì il decemviro custode dei libri Sibillini, Marco Emilio Numida.